# Tuberculatus mexicanus
Tuberculatus mexicanus är en insektsart som beskrevs av Remaudière, G. och Quednau 1983. Tuberculatus mexicanus ingår i släktet Tuberculatus och familjen långrörsbladlöss. Inga underarter finns listade i Catalogue of Life.